# Dasyatis longa
Dasyatis longa és una espècie de peix de la família dels dasiàtids i de l'ordre dels myliobatiformes.

## Morfologia
- Els mascles poden assolir 260 cm de longitud total.[2][3]

## Reproducció
És ovovivípar.

## Hàbitat
És un peix marí, de clima tropical (26°N-3°S, 113°W-76°W) i associat als esculls de corall.

## Distribució geogràfica
Es troba a l'oceà Pacífic oriental: des del sud del Golf de Califòrnia fins a Colòmbia i les Illes Galápagos.

## Observacions
És verinós per als humans.